# 로버트 C. 쿠퍼

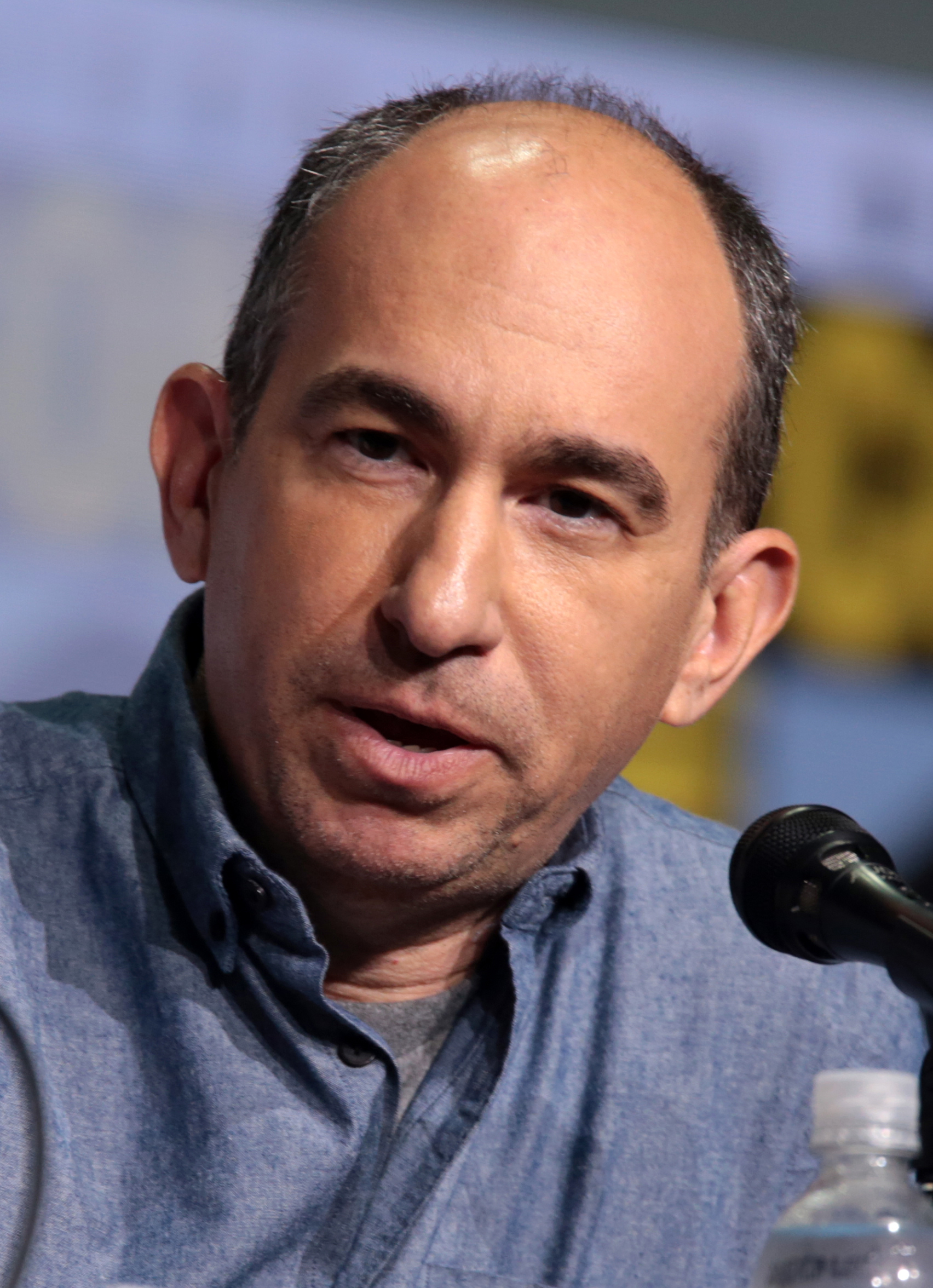
로버트 C. 쿠퍼

로버트 C. 쿠퍼(Robert C. Cooper, 1968년 10월 14일 ~ )은 캐나다의 각본가, 제작자로, 《스타게이트》 시리즈의 각본을 맡았다.